# Frank Mill
Frank Mill (Essen, 23 de julho de 1958 – Essen, 5 de agosto de 2025) foi um futebolista alemão. Foi campeão do mundo em 1990 pela Seleção Alemã-Ocidental e medalhista olímpico 

## Carreira
Frank Mill se profissionalizou no Rot-Weiss Essen, em 1976, atuando até 1981.

## Seleção
Frank Mill integrou a Seleção Alemã-Ocidental de Futebol nos Jogos Olímpicos de Verão de 1984, em Los Angeles.

## Morte
Em maio de 2025, Mill sofreu um ataque cardíaco enquanto andava de táxi em Milão, Itália, tendo que ser ressuscitado. Mais tarde, ele foi transferido de Milão para um hospital em Essen, Alemanha, onde morreu em 5 de agosto de 2025, aos 67 anos.

## Títulos
Borussia Dortmund
- Copa da Alemanha: 1990

Alemanha
- Copa do Mundo: 1990

### Individuais
- Artilheiro da Segunda Divisão Alemã: 1981 (40 gols)